# Matt Busby
Sir Alexander Matthew Busby, detto Matt (Bellshill, 26 maggio 1909 – Cheadle, 20 gennaio 1994), è stato un calciatore e allenatore di calcio scozzese.
Guidò il Manchester United, per il quale lavorò 24 anni (dal 1945 al 1969) e poi ancora nella stagione 1970-1971 portandolo ai vertici del calcio nazionale ed europeo; oggi è considerato uno degli allenatori più importanti della storia del calcio inglese. Grazie ai suoi successi (cinque campionati, due vittorie FA Cup e una Coppa dei Campioni nel 1968) ha contribuito all'ascesa del club fino a farlo diventare uno dei più grandi al mondo. I "Busby Babes", morti in un incidente aereo a Monaco nel 1958, raggiunsero una tragica fama.
Con 1.120 partite ufficiali, è stato l'allenatore dei record del Manchester fino al dicembre 2010, prima di essere superato da Alex Ferguson.

## Biografia
Busby è nato nella città mineraria di Bellshill nel North Lanarkshire, in Scozia, da Alexander e Nellie Busby, entrambi di origine irlandese. Quando è nato, il medico incaricato del parto della madre di Matt ha detto che "oggi è entrato in questa casa un calciatore". Il padre di Busby era un minatore e fu chiamato in servizio nella prima guerra mondiale, dove morì sotto il fuoco di un cecchino il 23 aprile 1917 durante la battaglia di Arras. Tre dei suoi zii muoiono in Francia con i Cameron Highlanders. La madre di Busby ha così allevato Matt e le sue tre sorelle da sola, secondo una tradizione cattolica, fino al suo matrimonio con Harry Matthie nel 1919.
Busby accompagna regolarmente il patrigno nelle miniere ma il suo sogno è diventare un calciatore. Nella sua autobiografia scritta nel 1973 Busby si descriveva come un bambino appassionato di calcio, come gli altri ragazzi di Bellshill. Afferma che i giocatori Alex James e Hughie Gallacher lo hanno impressionato e ispirato molto durante la sua infanzia.
Busby quasi dimenticò il suo sogno di diventare un grande giocatore quando sua madre gli chiese di emigrare negli Stati Uniti. Durante il tempo necessario per ottenere i documenti, la famiglia rimase in Scozia e Busby lavorò a tempo pieno in una miniera di carbone e giocò part-time per la modesta squadra di Denny Hibbs. Fu finalmente reclutato dal Manchester City nel 1928, pronto per passare alla promozione nella First Division.

## Carriera

### Club e nazionale
Nato da una famiglia di umili origini, perse il padre e gli zii durante la grande guerra. Iniziò a giocare nel Manchester City, arretrando ben presto la sua posizione da quella originaria di interno a quella più arretrata di mediano destro. Con la squadra di Manchester vinse la FA Cup nel 1934, passando poi al Liverpool nel 1936, arrivando a indossare la fascia di capitano.
La sua carriera da giocatore fu interrotta anzitempo dal secondo conflitto mondiale, durante il quale vestì per 7 partite non ufficiali la maglia della Scozia, che aveva indossato una sola volta in forma ufficiale, il 4 ottobre 1933.

### Dopo il ritiro
Al termine della guerra venne chiamato alla guida del Manchester United: nonostante gli avessero offerto un contratto per rimanere al Liverpool, Busby volle tener fede alla parola data ai dirigenti dello United. Curiosamente fino al 1949 si ritrovò a calcare il campo del City, che lo aveva visto nelle vesti di giocatore: l'Old Trafford era infatti inagibile a causa dei bombardamenti tedeschi.
Il Manchester United conquistò tre secondi posti consecutivi nel 1947, 1948 e 1949 (anno in cui vinsero la FA Cup), poi un quarto posto e ancora un secondo nel 1951 prima di arrivare al tanto sospirato titolo nel 1952.
In quel periodo iniziò a costruire una squadra di giovani campioni, fra cui Bobby Charlton e Duncan Edwards, passata alla storia come i Busby Babes. Vinsero i titoli del 1956 e del 1957, oltre a raggiungere la finale di FA Cup in quest'ultimo anno.
Nel 1958 la squadra venne colpita dalla tragedia del disastro aereo di Monaco di Baviera, con otto giocatori che persero la vita e lo stesso Busby gravemente ferito, tanto che gli fu impartita due volte l'Estrema Unzione.
In quel periodo, da gennaio 1958, Busby era anche commissario tecnico della nazionale scozzese, che avrebbe dovuto guidare ai mondiali in Svezia: dovette rinunciare all'incarico, rientrando solo per il Torneo Interbritannico 1958-59, dove al primo incontro si trovò ad affrontare (e battere) il Galles allenato proprio dal suo vice al Manchester Jimmy Murphy, che aveva condotto in sua vece lo United durante la sua convalescenza. Prima di dimettersi definitivamente dalla guida della nazionale, fece esordire Denis Law.
Riuscì a ricostruire una squadra divenuta poi leggendaria negli anni sessanta con un trio d'attacco indimenticabile: Denis Law, Bobby Charlton e George Best. Conquistarono la FA Cup nel 1963, poi il titolo nazionale due anni dopo e anche quello del 1967 che permise di disputare e vincere la Coppa dei Campioni. Dopo questo successo Busby fu nominato cavaliere dell'Ordine dell'Impero Britannico, dopo che già dal 1958 ne era membro.
Annunciò il proprio ritiro dall'attività nel gennaio del 1969, entrando a far parte del consiglio d'amministrazione dei Red Devils; riprese tuttavia l'incarico di allenatore durante la stagione 1970-1971, in seguito ad una crisi tecnica che stava investendo la squadra. Nel 1980 abbandonò il consiglio d'amministrazione della squadra per ricoprirne il ruolo di presidente onorario, mantenendo la carica fino al 1993.
Morto all'età di 84 anni per un cancro nel 1994, è entrato nel 2002 nella Hall of Fame del calcio inglese.
Dal 1996 gli è stato intitolato il premio Sir Matt Busby Player of the Year (dal 1988 al 1995 noto come MUFC Members Player of the Year), riconoscimento al miglior giocatore della stagione del Manchester United per i fan.

## Statistiche

### Cronologia presenze e reti in nazionale
| Cronologia completa delle presenze e delle reti in nazionale ― Scozia | Cronologia completa delle presenze e delle reti in nazionale ― Scozia | Cronologia completa delle presenze e delle reti in nazionale ― Scozia | Cronologia completa delle presenze e delle reti in nazionale ― Scozia | Cronologia completa delle presenze e delle reti in nazionale ― Scozia | Cronologia completa delle presenze e delle reti in nazionale ― Scozia | Cronologia completa delle presenze e delle reti in nazionale ― Scozia | Cronologia completa delle presenze e delle reti in nazionale ― Scozia |
| Data                                                                  | Città                                                                 | In casa                                                               | Risultato                                                             | Ospiti                                                                | Competizione                                                          | Reti                                                                  | Note                                                                  |
| --------------------------------------------------------------------- | --------------------------------------------------------------------- | --------------------------------------------------------------------- | --------------------------------------------------------------------- | --------------------------------------------------------------------- | --------------------------------------------------------------------- | --------------------------------------------------------------------- | --------------------------------------------------------------------- |
| 4-10-1933                                                             | Cardiff                                                               | Galles                                                                | 3 – 2                                                                 | Scozia                                                                | Torneo Interbritannico 1934                                           | -                                                                     |                                                                       |
| Totale                                                                |                                                                       | Presenze                                                              | 1                                                                     |                                                                       | Reti                                                                  | 0                                                                     |                                                                       |

### Statistiche da allenatore
| Stagione        | Squadra         | Campionato      | Campionato | Campionato | Campionato | Campionato | Coppe nazionali | Coppe nazionali | Coppe nazionali | Coppe nazionali | Coppe nazionali | Coppe continentali | Coppe continentali | Coppe continentali | Coppe continentali | Coppe continentali | Altre coppe | Altre coppe | Altre coppe | Altre coppe | Altre coppe | Totale | Totale | Totale | Totale | % Vittorie | Piazzamento |
| Stagione        | Squadra         | Comp            | G          | V          | N          | P          | Comp            | G               | V               | N               | P               | Comp               | G                  | V                  | N                  | P                  | Comp        | G           | V           | N           | P           | G      | V      | N      | P      | %          | Piazzamento |
| --------------- | --------------- | --------------- | ---------- | ---------- | ---------- | ---------- | --------------- | --------------- | --------------- | --------------- | --------------- | ------------------ | ------------------ | ------------------ | ------------------ | ------------------ | ----------- | ----------- | ----------- | ----------- | ----------- | ------ | ------ | ------ | ------ | ---------- | ----------- |
| 1945-1946       | Manchester Utd  | FD              | ?          | ?          | ?          | ?          | FACup           | 4               | 2               | 1               | 1               | -                  | -                  | -                  | -                  | -                  | -           | -           | -           | -           | -           | 4      | 2      | 1      | 1      | 50,00      | 4º          |
| 1946-1947       | Manchester Utd  | FD              | 42         | 22         | 12         | 8          | FACup           | 2               | 1               | 0               | 1               | -                  | -                  | -                  | -                  | -                  | -           | -           | -           | -           | -           | 44     | 23     | 12     | 9      | 52,27      | 2º          |
| 1947-1948       | Manchester Utd  | FD              | 42         | 19         | 14         | 9          | FACup           | 6               | 0               | 0               | 0               | -                  | -                  | -                  | -                  | -                  | -           | -           | -           | -           | -           | 48     | 25     | 14     | 9      | 52,08      | 2º          |
| 1948-1949       | Manchester Utd  | FD              | 42         | 21         | 11         | 10         | FACup           | 8               | 4               | 3               | 1               | -                  | -                  | -                  | -                  | -                  | CS          | 1           | 0           | 0           | 1           | 51     | 25     | 14     | 12     | 49,02      | 2º          |
| 1949-1950       | Manchester Utd  | FD              | 42         | 18         | 14         | 10         | FACup           | 5               | 3               | 1               | 1               | -                  | -                  | -                  | -                  | -                  | -           | -           | -           | -           | -           | 47     | 21     | 15     | 11     | 44,68      | 4º          |
| 1950-1951       | Manchester Utd  | FD              | 42         | 24         | 8          | 10         | FACup           | 4               | 3               | 0               | 1               | -                  | -                  | -                  | -                  | -                  | -           | -           | -           | -           | -           | 46     | 27     | 8      | 11     | 58,70      | 2º          |
| 1951-1952       | Manchester Utd  | FD              | 42         | 23         | 11         | 8          | FACup           | 1               | 0               | 0               | 1               | -                  | -                  | -                  | -                  | -                  | -           | -           | -           | -           | -           | 43     | 23     | 11     | 9      | 53,49      | 1º          |
| 1952-1953       | Manchester Utd  | FD              | 42         | 18         | 10         | 14         | FACup           | 4               | 2               | 1               | 1               | -                  | -                  | -                  | -                  | -                  | CS          | 1           | 1           | 0           | 0           | 47     | 21     | 11     | 15     | 44,68      | 8º          |
| 1953-1954       | Manchester Utd  | FD              | 42         | 18         | 12         | 12         | FACup           | 1               | 0               | 0               | 1               | -                  | -                  | -                  | -                  | -                  | -           | -           | -           | -           | -           | 43     | 18     | 12     | 13     | 41,86      | 4º          |
| 1954-1955       | Manchester Utd  | FD              | 42         | 20         | 7          | 15         | FACup           | 3               | 1               | 1               | 1               | -                  | -                  | -                  | -                  | -                  | -           | -           | -           | -           | -           | 45     | 21     | 8      | 16     | 46,67      | 5º          |
| 1955-1956       | Manchester Utd  | FD              | 42         | 25         | 10         | 7          | FACup           | 1               | 0               | 0               | 1               | -                  | -                  | -                  | -                  | -                  | -           | -           | -           | -           | -           | 43     | 25     | 10     | 8      | 58,14      | 1º          |
| 1956-1957       | Manchester Utd  | FD              | 42         | 28         | 8          | 6          | FACup           | 6               | 5               | 0               | 1               | CC                 | 8                  | 4                  | 2                  | 2                  | CS          | 1           | 1           | 0           | 0           | 57     | 38     | 10     | 9      | 66,67      | 1º          |
| 1957-1958       | Manchester Utd  | FD              | 42         | 16         | 11         | 15         | FACup           | 8               | 5               | 2               | 1               | CC                 | 8                  | 5                  | 1                  | 2                  | CS          | 1           | 1           | 0           | 0           | 59     | 27     | 14     | 18     | 45,76      | 9º          |
| 1958-1959       | Manchester Utd  | FD              | 42         | 24         | 7          | 11         | FACup           | 1               | 0               | 0               | 1               | -                  | -                  | -                  | -                  | -                  | -           | -           | -           | -           | -           | 43     | 24     | 7      | 12     | 55,81      | 2º          |
| 1959-1960       | Manchester Utd  | FD              | 42         | 19         | 7          | 16         | FACup           | 3               | 2               | 0               | 1               | -                  | -                  | -                  | -                  | -                  | -           | -           | -           | -           | -           | 45     | 21     | 7      | 17     | 46,67      | 7º          |
| 1960-1961       | Manchester Utd  | FD              | 42         | 18         | 9          | 15         | FACup+CdL       | 3+3             | 1+1             | 1+1             | 1+1             | -                  | -                  | -                  | -                  | -                  | -           | -           | -           | -           | -           | 48     | 20     | 11     | 17     | 41,67      | 7º          |
| 1961-1962       | Manchester Utd  | FD              | 42         | 15         | 9          | 18         | FACup           | 7               | 4               | 2               | 1               | -                  | -                  | -                  | -                  | -                  | -           | -           | -           | -           | -           | 49     | 19     | 11     | 19     | 38,78      | 15º         |
| 1962-1963       | Manchester Utd  | FD              | 42         | 12         | 10         | 20         | FACup           | 6               | 6               | 0               | 0               | -                  | -                  | -                  | -                  | -                  | -           | -           | -           | -           | -           | 48     | 18     | 10     | 20     | 37,50      | 19º         |
| 1963-1964       | Manchester Utd  | FD              | 42         | 23         | 7          | 12         | FACup           | 7               | 4               | 2               | 1               | CdC                | 6                  | 3                  | 1                  | 2                  | CS          | 1           | 0           | 0           | 1           | 56     | 30     | 10     | 16     | 53,57      | 2º          |
| 1964-1965       | Manchester Utd  | FD              | 42         | 26         | 9          | 7          | FACup           | 7               | 4               | 2               | 1               | CdF                | 11                 | 6                  | 3                  | 2                  | -           | -           | -           | -           | -           | 60     | 36     | 14     | 10     | 60,00      | 1º          |
| 1965-1966       | Manchester Utd  | FD              | 42         | 18         | 15         | 9          | FACup           | 7               | 4               | 2               | 1               | CC                 | 8                  | 7                  | 0                  | 1                  | CS          | 1           | 0           | 1           | 0           | 58     | 29     | 18     | 11     | 50,00      | 4º          |
| 1966-1967       | Manchester Utd  | FD              | 42         | 24         | 12         | 6          | FACup+CdL       | 2+1             | 1+0             | 0+0             | 1+1             | -                  | -                  | -                  | -                  | -                  | -           | -           | -           | -           | -           | 45     | 25     | 12     | 8      | 55,56      | 1º          |
| 1967-1968       | Manchester Utd  | FD              | 42         | 24         | 8          | 10         | FACup           | 2               | 0               | 1               | 1               | CC                 | 9                  | 5                  | 3                  | 1                  | CS          | 1           | 0           | 1           | 0           | 54     | 29     | 12     | 12     | 53,70      | 2º          |
| 1968-1969       | Manchester Utd  | FD              | 42         | 15         | 12         | 15         | FACup           | 6               | 3               | 2               | 1               | CC                 | 8                  | 5                  | 1                  | 2                  | CInt        | 2           | 0           | 1           | 1           | 58     | 23     | 16     | 19     | 39,66      | 11º         |
| dic. 1970-1971  | Manchester Utd  | FD              | 19         | 11         | 2          | 6          | FACup+CdL       | 2+0             | 0               | 1               | 1               | -                  | -                  | -                  | -                  | -                  | -           | -           | -           | -           | -           | 21     | 11     | 3      | 7      | 52,38      | Sub. 8º     |
| Totale carriera | Totale carriera | Totale carriera | 985+       | 481+       | 235+       | 269+       |                 | 104             | 56              | 23              | 25              |                    | 58                 | 35                 | 11                 | 12                 |             | 9           | 3           | 3           | 3           | 1 146  | 575    | 262    | 309    | 50,17      |             |

## Palmarès

### Giocatore
- Coppa d'Inghilterra: 1

Manchester City: 1933-1934

### Allenatore

#### Competizioni nazionali
- Campionato inglese: 5

Manchester United: 1951-1952, 1955-1956, 1956-1957, 1964-1965, 1966-1967
- Coppa d'Inghilterra: 2

Manchester United: 1947-1948, 1962-1963
- Charity Shield: 5

Manchester United: 1952, 1956, 1957, 1965, 1967

#### Competizioni internazionali
- Coppa dei Campioni: 1

Manchester United: 1967-1968

## Nella cultura di massa
- È uno dei personaggi citati da John Lennon nel brano Dig It (uno spezzone di un brano semi-improvvisato lungo circa 12 minuti) contenuto nell'album dei Beatles Let It Be.
- Prima della finale di Champions League del 2009 disputatasi a Roma, la curva del Manchester United ha mostrato una coreografia in suo onore che riportava la scritta "For Sir Matt"[5].
- Nonostante sia ricordato per ciò che ha fatto con il Manchester United, Matt Busby è entrato nella lista 100 Players who shook the Kop alla posizione numero 66. La lista è il risultato di un sondaggio tra i tifosi dei grandi rivali dello United, il Liverpool, su quali fossero i 100 giocatori di tutti i tempi del Liverpool che erano entrati nel cuore della tifoseria Reds.
- Nel film del 2000 dedicato alla vita di George Best, il personaggio di Matt Busby è stato interpretato dall'attore Ian Bannen.
- Il film del 2013 Believe ha come protagonista il personaggio di Matt Busby, immaginandolo a 75 anni come allenatore di una squadra di ragazzini di Manchester. È interpretato da Brian Cox.